# Rząd Symeona Sakskoburggotskiego
Rząd Symeona Sakskoburggotskiego – gabinet pod kierownictwem Symeona Sakskoburggotskiego, powołany i zaprzysiężony 24 lipca 2001 przez Prezydenta Bułgarii Petyra Stojanowa.
W skład gabinetu wchodziły dwie partie, które uzyskały odpowiednio najlepszy i najgorszy wyniki w wyborach parlamentarnych w 2001: liberalny Narodowy Ruch Symeona Drugiego (43%) oraz reprezentujący bułgarskich Turków Ruch na rzecz Praw i Wolności (5%). Rząd Symeona, ostatniego cara Bułgarii, dysponował 141 głosami w Zgromadzeniu Narodowym (z 240). Był pierwszym gabinetem w Europie Wschodniej, na którego czele stanął były monarcha, obalony przez reżim komunistyczny.
Ponadto był drugim w historii istnienia Republiki Bułgarskiej, który przetrwał pełną kadencję, a Symeon – drugim (po Iwanie Kostowie) premierem sprawującym swe obowiązki przez cztery lata.
16 lipca 2005 roku, dwa miesiące po wyborach parlamentarnych, wygranych przez Bułgarską Partię Socjalistyczną, Sakskoburggotski podał swój rząd do dymisji. Jednak Narodowy Ruch Symeona Drugiego, mimo przegranego głosowania, pozostał u władzy, ponieważ zawiązał koalicję z partią zwycięską.

## Powstanie Narodowego Ruchu Symeona II
Rządzący od 1997 roku gabinet kierowany przez Iwana Kostowa od początku swojej działalności gwałtownie tracił na popularności. Pomimo dobrych wyników w gospodarce (w 2000 roku Bułgaria zanotowała pierwszy od lat wzrost gospodarczy, o 5%) oraz aktywności w polityce zagranicznej, rząd odczuwał skutki wielkich reform (m.in. reformy administracyjnej), które zmusiły do wielu wyrzeczeń zwykłych obywateli i – w tamtym okresie – w żadnej widoczny sposób nie przełożyły się na poprawę ich sytuacji materialnej. Na spadek poparcia dla rządu wpływ miały także skandale korupcyjne, w które zamieszani byli członkowie Związku Sił Demokratycznych, oraz wizerunek samego premiera, który w mediach zwykle przedstawiany był jako "chłodny", "nieprzystępny" i "samolubny". Kostowowi nie pomogła nawet tzw. wielka reorganizacja w grudniu 1999 roku, kiedy z pierwszego składu gabinetu zostało tylko czterech ministrów.
Kiedy w kwietniu 2001 roku, czyli na trzy miesięcy przed zaplanowanymi wyborami do Zgromadzenia Narodowego, ostatni car Bułgarii 64-letni Symeon II ogłosił, że stanie na czele nowej partii Narodowy Ruch Symeon Drugi (chociaż sam nie wystartuje w wyborach), z miejsca nieistniejące jeszcze ugrupowanie otrzymało 35% poparcia w sondażach. Eksperci tłumaczyli nagłą fascynację byłym carem tym, że Symeon jako człowiek zupełnie nowy w bułgarskiej polityce (przebywał w kraju od 1996 roku, ale dotąd nie angażował się w sprawy państwowe) i posiadający duże obycie międzynarodowe, wywołuje największe nadzieje na realne zmiany; tym bardziej, że na początek XXI wieku przypadł kryzys dominujących do tej pory sił politycznych – na Związku Sił Demokratycznych, jak na niemal każdej partii rządzącej, kumulowało się społeczne niezadowolenie, zaś Bułgarska Partia Socjalistyczna ciągle nie była w stanie odzyskać zaufania wyborców po klęsce swoich rządów w 1997 roku, kiedy to gabinet Żana Widenowa doprowadził Bułgarię na skraj katastrofy gospodarczej. Oba ugrupowania w przedwyborczych sondażach mogły liczyć na 10-15% poparcia. Niektórzy nawet sugerowali, że sympatia dla Symeona spowodowana jest wyłącznie chęcią wyeliminowania z życia publicznego skompromitowanych elit politycznych, a nie wiarą w jego program, czy ideologię.
Symeon II został wysłany na przymusową emigrację przez komunistów w 1946 roku. Mieszkał w Egipcie, Hiszpanii, gdzie poznał swoją żonę Margaritę, oraz w Stanach Zjednoczonych. Komentatorzy analizujący fenomen Symeona podkreślali, że duże poparcie dla jego partii mogło być spowodowane szacunkiem dla niego samego, jako ofiary systemu, oraz rodziny, z której się wywodzi; jego ojciec, bardzo popularny car Borys III umarł w niewyjaśnionych okolicznościach w 1943 roku, ciotka Mafałda zginęła w obozie nazistowskim, zaś wuj Kirył został zamordowany przez komunistów. Sam car podtrzymywał wśród swoich dzieci, które otrzymały bułgarskie imiona, pamięć o przodkach i kraju, z którego się wywodzą.
Jeszcze przed założeniem NRSD Symeon ogłosił, że będzie startował w wyborach prezydenckich w 2002 roku, jednak okazało się, że jako obywatel hiszpański, nie może zostać zarejestrowany wśród kandydatów na najwyższy urząd w państwie.
Przed wyborami miało miejsce coś w rodzaju narodowej mobilizacji, szczególnie o wysoką frekwencję próbowali zadbać młodzi działacze NRSD. I rzeczywiście, 17 czerwca 2001 roku do urn przyszło 67% obywateli Bułgarii. Narodowy Ruch otrzymał 43% głosów i wyprzedził drugi ZSD o 24 punkty procentowe. Do Zgromadzenia oprócz tych dwu ugrupowań weszła także Bułgarska Partia Socjalistyczna (17%) oraz Ruch na rzecz Praw i Wolności (5%). Na partię Symeona II głosowało prawie 2 miliony mieszkańców Bułgarii, w większości młodzi z dużych miast.
Opozycja krytykowała zwycięzców za program, oparty – jej zdaniem – jedynie na hasłach moralnej odnowy, a nie na propozycjach reform administracyjno-gospodarczych, oraz wyrażała obawę, że nowy premier będzie próbował przywrócić w kraju monarchię. Zresztą do ostatniej chwili nie było pewnym, że to Symeon zostanie szefem rządu; były car nie startował w wyborach do parlamentu i przez długi czas publicznie bronił się przed wzięciem na siebie odpowiedzialności za sformowanie gabinetu.
Z list Narodowego Ruchu do Zgromadzenia Narodowego dostało się wielu nauczycieli akademickich z tytułem profesora (głównie prawników) oraz więcej niż dotychczas – kobiet, które stanowiły 1/3 klubu.

## Skład rządu: kontrowersje
Symeon, który nie miał swojego zaplecza politycznego, na listach własnej partii wystawił z jednej strony ludzi świetnie wykształconych, ale bez doświadczenia politycznego (menedżerowie i prawnicy), z drugiej zaś postaci znane z programów telewizyjnych i wybiegów mody. Najważniejsze stanowiska w Zgromadzeniu Narodowym i w rządzie otrzymali jednak przedstawiciele tej pierwszej grupy – trzydziestokilkuletni absolwenci prestiżowych uczelni zagranicznych, którzy zostali szefami resortów gospodarczych, oraz doświadczeni, czasem z komunistyczną przeszłością, profesorowie prawa, zazwyczaj pracujący na Uniwersytecie im. Klemensa Ochrydy. W mediach pojawiło się określenie rządu jako "kombinacji starych prawników i yuppies".
Największe kontrowersje wzbudziła obsada stanowisk ministra spraw zagranicznych i ministra obrony. Szefem dyplomacji został matematyk i znany działacz ekologiczny Solomon Pasi, zaś wojskiem pokierować miał Nikołaj Swinarow, drugi w historii Republiki Bułgarskiej prawnik na tym stanowisku.
Młodzi ministrowie pojawili się w resortach gospodarczych: 31-letni Nikołaj Wasilew, absolwent uczelni w Stanach Zjednoczonych, Japonii i na Węgrzech, został wicepremierem i ministrem gospodarki; cztery lata starszy Milen Wełczew (uniwersytet w Sofii, Rochester i MIT w Cambridge) objął tekę ministra finansów, zaś Płamen Petrow (35 lat, uniwersytet w Sofii i trzy w USA) – ministra transportu i komunikacji.
Do grupy doświadczonych profesorów prawa zaliczali się Georgi Petkanow, minister spraw wewnętrznych, do 1990 roku członek Bułgarskiej Partii Komunistycznej; Przewodniczący Zgromadzenia Narodowego Ognian Gerdżikow oraz przewodniczący klubu parlamentarnego NRSD, późniejszy wicepremier-koordynator ds. integracji europejskiej, Płamen Panajotow. Tytułem profesora mogli poszczycić się również minister edukacji Władimir Atanasow (bułgarystyka) oraz minister kultury Bożidar Abraszew, były dziekan Akademii Muzycznej.

## Skład rządu
| URZĄD                                             | IMIĘ I NAZWISKO         | PARTIA   | OKRES URZĘDOWANIA       |
|                                                   |                         |          |                         |
| Premier                                           | Symeon Sakskoburggotski | NRSD     | 24.07.2001 – 17.08.2005 |
|                                                   |                         |          |                         |
| Wicepremierzy                                     | Nikołaj Wasilew         | NRSD     | 24.07.2001 – 17.08.2005 |
|                                                   | Lidia Szulewa           | NRSD     | 24.07.2001 – 23.02.2005 |
|                                                   | Płamen Panajotow        | NRSD     | 17.06.2003 – 17.08.2005 |
|                                                   | Kostadin Paskałew       | bezpart. | 24.07.2001 – 18.12.2002 |
| Minister Spraw Zagranicznych                      | Solomon Pasi            | NRSD     | 24.07.2001 – 17.08.2005 |
| Minister Spraw Wewnętrznych                       | Georgi Petkanow         | NRSD     | 24.07.2001 – 17.08.2005 |
| Minister Edukacji i Nauki                         | Igor Damjanow           | NRSD     | 17.06.2003 – 17.08.2005 |
|                                                   | Władimir Atanasow       | NRSD     | 24.07.2001 – 17.06.2003 |
| Minister Finansów                                 | Milen Wełczew           | NRSD     | 24.07.2001 – 17.08.2005 |
| Minister Obrony Narodowej                         | Nikołaj Swinarow        | NRSD     | 24.07.2001 – 17.08.2005 |
| Minister Gospodarki                               | Miłko Kowaczew          | NRSD     | 23.02.2005 – 17.08.2005 |
|                                                   | Lidia Szulewa           | NRSD     | 17.06.2003 – 23.02.2005 |
|                                                   | Nikołaj Wasilew         | NRSD     | 24.07.2001 – 17.06.2003 |
| Minister Pracy i Polityki Społecznej              | Christina Christowa     | NRSD     | 17.06.2003 – 17.06.2003 |
|                                                   | Lidia Szulewa           | NRSD     | 24.07.2001 – 17.06.2003 |
| Minister Transportu i Komunikacji                 | Nikołaj Wasilew         | NRSD     | 17.06.2003 – 17.08.2005 |
|                                                   | Płamen Petrow           | NRSD     | 24.07.2001 – 17.06.2003 |
| Minister Ochrony Środowiska i Wody                | Dolores Arsenowa        | NRSD     | 24.07.2001 – 17.08.2005 |
| Minister Zdrowia                                  | Sławczo Boroew          | NRSD     | 17.06.2003 – 17.08.2005 |
|                                                   | Bożidar Finkow          | NRSD     | 24.07.2001 – 17.06.2003 |
| Minister Kultury (i Turystyki)                    | Nina Cziłowa            | NRSD     | 23.02.2005 – 17.08.2005 |
|                                                   | Bożidar Abraszew        | NRSD     | 24.07.2001 – 23.02.2005 |
| Minister Rolnictwa i Leśnictwa                    | Nihat Kabił             | RnrPiW   | 23.02.2001 – 17.08.2005 |
|                                                   | Mehmet Dikme            | RnrPiW   | 24.07.2001 – 23.02.2005 |
| Minister-Członek Rządu                            | Meżdet Mołłow           | RnrPiW   | 24.07.2001 – 17.08.2005 |
| Minister Rozwoju Regionalnego i Robót Publicznych | Walentin Cerowski       | NRSD     | 18.12.2002 – 17.08.2005 |
|                                                   | Kostadin Paskałew       | bezpart. | 24.07.2001 – 18.12.2002 |
| Minister Sprawiedliwości                          | Anton Stankow           | bezpart. | 24.07.2001 – 17.08.2005 |
| Minister Administracji                            | Dimityr Kałczew         | bezpart. | 24.07.2001 – 17.08.2005 |
| Minister Energetyki i Zasobów Energetycznych      | Mirosław Sewliewski     | NRSD     | 23.02.2005 – 17.08.2005 |
|                                                   | Miłko Kowaczew          | NRSD     | 22.12.2001 – 23.02.2005 |
| Minister ds. Europejskich                         | Meglena Kunewa          | NRSD     | 29.05.2002 – 17.08.2005 |
| Minister ds. Młodzieży i Sportu                   | Wasil Iwanow-Łuczano    | NRSD     | 11.10.2002 – 17.08.2005 |
| Minister-Członek Rządu                            | Fiłiz Chjusmenowa       | RnrPiW   | 17.06.2003 – 17.08.2005 |

## Zmiany w rządzie
- 22 grudnia 2001:
  - Powołanie Miłko Kowaczewa na stanowisko ministra energetyki i zasobów energetycznych.

- 29 maja 2002:
  - Powołanie Megleny Kunewej na stanowisko ministra ds. europejskich.

- 11 października 2002:
  - Powołanie Wasila Iwanowa-Łuczano na stanowisko ministra ds. młodzieży i sportu.

- 18 grudnia 2002:
  - Odwołanie Kostadina Paskełowa ze stanowiska wicepremiera oraz ministra rozwoju regionalnego i robót publicznych.
  - Powołanie Walentina Cerowskiego na stanowisko ministra rozwoju regionalnego i robót publicznych.

- 17 lipca 2003:
  - Powołanie Płamena Panajotowa na stanowisko wicepremiera-koordynatora ds. integracji europejskiej.
  - Odwołanie Lidii Szulewej ze stanowiska ministra pracy i polityki społecznej i powołanie jej na stanowisko ministra gospodarki.
  - Odwołanie Nikołaja Wasilewa ze stanowiska ministra gospodarki i powołanie go na stanowisko ministra transportu i komunikacji.
  - Odwołanie Płamena Petrowa ze stanowiska ministra transportu i komunikacji.
  - Powołanie Christiny Christowej na stanowisko ministra pracy i polityki społecznej.
  - Odwołanie Władimira Atanasowa ze stanowiska ministra edukacji i nauki.
  - Powołanie Igora Damjanowa na stanowisko ministra edukacji i nauki.
  - Odwołanie Bożidara Finkowa ze stanowiska ministra zdrowia.
  - Powołanie Sławczo Boroewa na stanowisko ministra zdrowia.
  - Powołanie Fiłiz Chjusmenową na stanowisko ministra-członka Rady Ministrów.

- 23 lutego 2005:
  - Odwołanie Lidii Szulewej ze stanowiska wicepremiera i ministra gospodarki.
  - Odwołanie Miłko Kowaczewa ze stanowiska ministra energetyki i zasobów energetycznych i powołanie go na stanowisko ministra gospodarki.
  - Powołanie Mirosława Sewliewskiego na stanowisku ministra energetyki i zasobów energetycznych.
  - Odwołanie Bożidara Abraszewa ze stanowiska ministra kultury.
  - Powołanie Niny Cziłowej ze stanowisko ministra kultury i turystyki.
  - Odwołanie Mehmeda Dikme ze stanowiska ministra rolnictwa i leśnictwa.
  - Powołanie Nihata Kabiła na stanowisko ministra rolnictwa i leśnictwa.

## 800 dni
Jeszcze w kwietniu 2001 roku na jednym z wieców wyborczych Symeon zarysował tzw. program 800 dni. Obiecał, że w ciągu dwu i pół roku gospodarka Bułgarii zrzuci z siebie całkowicie balast komunistycznego centralizmu i zostanie podporządkowana zasadom wolnego rynku, zgodnie ze standardami Unii Europejskiej. Jednocześnie podkreślił, że rząd jest w stanie jedynie "zaproponować system ekonomicznych środków zaradczych i współpracy", tj. stworzyć odpowiednie warunki prawno-administracyjne, zaś polepszenie statusu materialnego obywateli będzie zależeć w równie dużym stopniu od tego, czy będą potrafili wyzwolić w sobie "umiejętności przedsiębiorcze". Jak stwierdził Emil Koszłukow, deputowany NRSD, ideą nadrzędną programu 800 dni było "potraktowanie państwa jak firmy, którą trzeba zreformować". "Przez pierwszy rok analizuje się sytuację, w drugim wprowadza zmiany, a w trzecim widać ich pierwsze owoce" – wyjaśniał.
Po roku rządów Symeona wzrost gospodarczy Bułgarii wyniósł 4,8%, zaś bezrobocie spadło z 19 do 13%. Ponadto zanotowano spadek inflacji, znaczny wzrost eksportu i powiększenie zysków z turystyki. Mimo dobrych rezultatów w ekonomii, poparcie dla premiera od lipca 2001 do lipca 2002 roku spadło radykalnie; dwanaście miesięcy po wyborach 77% obywateli źle oceniało gabinet byłego cara. Program zmniejszenia roli państwa w życiu społecznym, co w praktyce oznaczało znaczne ograniczenie wydatków socjalnych i większe ukierunkowanie polityki gospodarczej na prywatyzację, spotkał się z niezadowoleniem najbiedniejszych, głównie licznej w Bułgarii grupy Romów. Wielu ekspertów podkreślało, że tylko nieliczni Bułgarzy odczuli na własnej skórze rezultaty polityki gospodarczej; ani pensje, ani emerytury znacząco nie wzrosły. Nie poprawiło się również bezpieczeństwo, a korupcja, od lat będąca jednym z największych problemów w kraju, w końcu dosięgła członków rządu: w kwietniu 2003 roku minister finansów Milen Wełczew został oskarżony o kontakty ze znanym przestępcą Iwanem "Doktorem" Todorowem, i chociaż złożył dymisję, to nie została ona przyjęta przez premiera; rok później skandal wybuchł w ministerstwie kultury, kiedy wiceminister Bisera Josifowa stwierdziła publicznie, że od początku rządów Bożidara Abraszewa "korupcja i brak transparentności są szeroko rozpowszechnione w resorcie" (za co zresztą została odwołana przez premiera). Poza tym na wdrożenie reform rząd bułgarski zaciągnął pożyczkę w Banku Światowym w wysokości 450 milionów dolarów; obawiano się więc, czy nie powtórzy się sytuacja z czasów Filipa Dimitrowa, który również swoim następcom zostawił długi do spłacenia, co zresztą pośrednio wpłynęło na wybuch tzw. kryzysu walutowego w 1996 roku.
Niektóre plany gabinetu wzbudziły wątpliwości także innych wysokich urzędników państwowych. Próba zmiany wymiaru sprawiedliwości, poprzez dostosowanie go do norm europejskich (m.in. przeniesienie części kompetencji Prokuratora Generalnego na Ministra Sprawiedliwości, odebranie mu uprawnień śledczych, które w przeszłości były wykorzystywane politycznie, oraz ograniczenie władzy i immunitetu Najwyższej Rady Sądowej), spotkała się ze sprzeciwem najbardziej zainteresowanych, czyli: Nikoły Fiłczewa, Prokuratora Generalnego oraz przedstawicieli NRS. Fiłczew w jednym z wywiadów podkreślił, że za reformę wymiaru sprawiedliwości nie mogą być odpowiedzialni wiceministrowie Miglena Taczewa i Mario Dimitrow, gdyż nazwiska obojga pojawiają się w kilku śledztwach korupcyjnych. Działania ekipy ministra sprawiedliwości Antona Stankowa poparł za to opozycyjny Związek Sił Demokratycznych, który już w 1998 roku próbował, nieskutecznie, ograniczyć wpływ NRS na Prokuratora Generalnego oraz innych prokuratorów, którym – zgodnie z Konstytucją z 1991 roku – decyzją nawet jednego z pięciu swoich członków mogła uchylić immunitet.

## Lipiec 2003: reorganizacja rządu
W lipcu 2003 roku, dwa lata po wygraniu wyborów, Symeon zdecydował się na pierwszą poważną reorganizację swojego rządu. Zmiany były w dużej mierze spowodowane znacznym spadkiem popularności premiera i wielu członków jego gabinetu. Chociaż Symeon wprowadził do życia politycznego Bułgarii nowy styl: otwarcie mówił o konieczności wyeliminowania "animozji niebiesko-czerwonych", ponad otwartą konfrontację słowną przedkładał zapewnienia o możliwości znalezienia consensusu przez wymianę argumentów, to taki model sprawowania władzy, po jakimś czasie dla wielu zaczął oznaczać uległość i brak stanowczości. Ponadto dziennikarze zaczęli oskarżać Symeona i młodych ministrów o arogancję (premier nigdy nie ukrywał niechęci do mediów) i wyniosłość.
Swoje dotychczasowe stanowiska straciło pięciu ministrów, z tym, że dwoje – Lidia Szulewa i Nikołaj Wasilew – jedynie zmieniło resorty; Szulewa z ministerstwa pracy i polityki społecznej przeszła do gospodarki, zaś Wasilew – z gospodarki do transportu i komunikacji. Oboje zachowali funkcje wicepremierów. Z gabinetu odeszli Płamen Petrow (minister transportu i komunikacji), który został uwieczniony na zdjęciach ze znanym przestępcą "Doktorem" Todorowem (na tych samych fotografiach znalazł się minister finansów Milen Wełczew, ale jego rezygnacja nie została przyjęta), a także minister edukacji i nauki Władimir Atanasow i minister zdrowa Bożidar Finkow.
Zaskoczeniem było wejście do rządu Płamena Panajotowa, przewodniczącego klubu parlamentarnego NRSD, na stanowiska wicepremiera i koordynatora ds. wstąpienia do Unii Europejskiej.
Brak zmian na kluczowych stanowiskach spowodował ostrą krytykę opozycji, która reorganizację zapowiadaną jaką "wielką" określiła mianem "kosmetycznej" i "niewystarczającej". 21 lipca 2003 roku Zgromadzenie Narodowe zaakceptowało zmiany w rządzie. Spośród 233 obecnych deputowanych, 119 głosowało za ich przyjęciem, zaś 107 było przeciwnych.

## Polityka zagraniczna:wojna w Iraku
Dwa miesiące przed zapowiadanym na marzec 2003 roku atakiem wojsk amerykańskich na Irak, minister spraw zagranicznych Bułgarii Solomon Pasi wydał oświadczenie, w którym poparł działania Stanów Zjednoczonych, zaś 5 lutego był jednym z sygnatariuszy listu do Rady Bezpieczeństwa ONZ, w którym dziesięciu szefów dyplomacji z krajów Europy Wschodniej i Centralnej przypominało o "konieczności solidarności z USA". Dwa dni później Zgromadzenie Narodowe, większością głosów koalicji rządowej, podjęło uchwałę o przekazaniu wsparcia logistycznego Amerykanom, co oznaczało udostępnienie lotniska w Sarafowie koło Burgas, zgodę na tranzyt powietrzny i lądowy oraz wysłanie do jednego z państw sąsiadujących z Irakiem stupięćdziesięcioosobowej jednostki wojsk chemicznych.
Jednak aktywniejsze zaangażowanie się po stronie amerykańskiej, było możliwe po rozwiązaniu kilku poważnych problemów. Po pierwsze – Bułgaria jeszcze w latach 80. pożyczyła rządowi irackiemu 1,7 miliarda dolarów. W lutym wicepremier Tarik Aziz zagroził, że jeżeli Bułgarzy poprą Stany Zjednoczone, to dług nie zostanie nigdy zwrócony. Po drugie zaś – przeciwko wojnie ostro protestowała opozycyjna Bułgarska Partia Socjalistyczna oraz jej dawny lider Georgi Pyrwanow. Prezydent początkowo potępił Amerykanów za działanie bez mandatu ONZ, następnie (20 marca) wygłosił w parlamencie przemówienie, w którym w sposób stanowczy sprzeciwił się wojnie. W efekcie Bułgaria zaczęła na arenie międzynarodowej mówić dwugłosem – premier Sakskoburggotski domagał się od Amerykanów uznania Bułgarii za pełnoprawnego koalicjanta, zaś prezydent się na to nie zgadzał. Pyrwanow podkreślał, że wysłanie żołnierzy do Iraku może zaszkodzić bułgarskim staraniom w wejściu do Unii Europejskiej.
Do sierpnia w polskiej strefie w Karbali znalazło się 485 żołnierzy bułgarskiej piechoty. Od końca 2004 roku stacjonowali oni w Wielonarodowej Dywizji Centrum-Południe w Diwanii. Pierwszym dowódcą kontyngentu został gen. Nikoła Kolew.
27 grudnia 2003 roku w wyniku wybuchu samochodu-pułapki życie straciło pięciu żołnierzy bułgarskich. W kraju nasiliły się protesty antywojenne, ponadto nagle musiano sobie poradzić z nowym problemem: żołnierze zaczęli odmawiać wyjazdu na misję.
Pomysł wycofania wojsk bułgarskich z Iraku pojawił się wśród urzędników rządowych po raz pierwszy już w kwietniu 2004 roku. Wówczas ministrowie spraw zagranicznych i obrony powiedzieli, że z powodu "dużych trudności z doborem żołnierzy na trzecią zmianę sił" rozważane jest opuszczenie kraju. Jeszcze w tym samym miesiącu wśród walczących w Iraku zrobiono ankietę, w której zapytano, kto chce wrócić do domu: z 480 żołnierzy "za" opowiedziało się 62 (wszyscy powrócili). 5 maja 2005 roku, na jednym z ostatnich posiedzeń Zgromadzenia Narodowego 39. kadencji parlamentarzyści zdecydowali, że do końca 2005 roku Bułgaria wycofa wszystkie swoje oddziały z Iraku.
W sumie w wojnie zginęło 13 żołnierzy z Bułgarii. Ostatni bułgarski kontyngent opuścił Irak w grudniu 2005 roku, kilka miesięcy po przejęciu władzy przez Bułgarską Partię Socjalistyczną. Sprawę irackiego długu wyjaśniono dopiero w listopadzie 2007 roku: po czterech latach negocjacji ustalono, że rząd iracki zwróci Bułgarii jedynie 20% pożyczonej sumy, czyli 360 milionów dolarów.